# Eternal Tears of Sorrow
Eternal Tears of Sorrow – fiński zespół grający melodic death metal. 

## Historia
Zespół został utworzony w 1994 przez basistę Alttiego Veteläinena i gitarzystów: Olli-Pekka Törrö oraz Jarmo Puolakanaho. Na początku grali death metal, lecz z czasem zmienili brzmienie na bardziej melodyjne. Na albumie Chaotic Beauty (2000) wyraźnie słychać było  zmianę stylu na bardziej symfoniczne brzmienia.
Po wydaniu w 2001 roku albumu A Virgin and a Whore muzycy postanowili zrobić przerwę w graniu. Po jakimś czasie ogłosili rozpad zespołu. Jako przyczynę podali brak pomysłów na nowy album i chęć zajęcia się własnymi projektami.
Zespół został reaktywowany w roku 2005 w trochę zmienionym składzie. Do zespołu dołączyli gitarzysta Risto Ruuth i Janne Tolsa, grający na keyboardzie. W 2006 roku wydali album Before the Bleeding Sun, który został ciepło przyjęty wśród fanów.

## Muzycy
| Skład zespołu - Altti Veteläinen - śpiew, gitara basowa (1991-) - Jarmo Kylmänen - śpiew (2005-) - Jarmo Puolakanaho - gitara (1994-), keyboard (1994-1998) - Mika Lammassaari - gitara (2009-) - Janne Tolsa - keyboard (2005-) - Juho Raappana - perkusja (2008-) |  | Byli członkowie zespołu - Olli-Pekka Törrö - gitara (1992-1999) - Antti-Matti "Antza" Talala - gitara (1999-2000) - Antti Kokko - gitara (2000-2003) - Risto Ruuth - gitara (2005-2009) - Pasi Hiltula - keyboard (1999-2003) - Petri Sankala - perkusja (1992-1993, 1999-2008) |

## Dyskografia
| 1997                           | Sinner's Serenade - Data: 1997 - Wydawca: X-Treme Records                      | —  |
| 1998                           | Vilda Mánnu - Data: 1998 - Wydawca: Spinefarm Records                          | —  |
| 2000                           | Chaotic Beauty - Data: 2000 - Wydawca: Spinefarm Records                       | —  |
| 2001                           | A Virgin and a Whore - Data: 18 października 2001 - Wydawca: Spinefarm Records | 39 |
| 2006                           | Before the Bleeding Sun - Data: 3 maja 2006 - Wydawca: Spinefarm Records       | 26 |
| 2009                           | Children Of The Dark Waters - Data: 27 maja 2009 - Wydawca: Suomen Musiikki    | 19 |
| 2013                           | Saivon Lapsi - Data: 22 lutego 2013 - Wydawca: Massacre Records                | 13 |
| "—" pozycja nie była notowana. |                                                                                |    |

| Rok  | Tytuł                                                                       |
| ---- | --------------------------------------------------------------------------- |
| 1994 | The Seven Goddesses of Frost - Data: 1994 - Wydawca: brak (wydanie własne)  |
| 1994 | Bard's Burial - Data: 18 października 1994 - Wydawca: brak (wydanie własne) |
| 1998 | Sacrament of Wilderness (split) - Data: 1998 - Wydawca: Spinefarm Records   |